# 버치 스미스
버치 테일러 스미스(Burch Taylor Smith, 1990년 4월 12일 ~ )는 미국의 야구 선수이자, 전 메이저 리그 볼티모어 오리올스의 투수이다.

## 미국 프로야구 시절
2013년에 샌디에이고 파드리스에 입단하였다.

## 일본 프로야구 시절
2022년에 사이타마 세이부 라이온스에 입단하였다.

## 한국 프로야구 시절

### 한화 이글스시절
2023년에 예프리 라미레즈를 대체할 외국인 투수로 영입되었다. 4월 1일 키움 히어로즈와의 개막전에서 투구하다가 3회에 어깨 통증을 느껴 강판됐고, 그 후로 상태가 계속 나아지지 않아 방출됐다. 그의 대체 용병으로는 리카르도 산체스가 영입되었다.